# 보그 (지형)

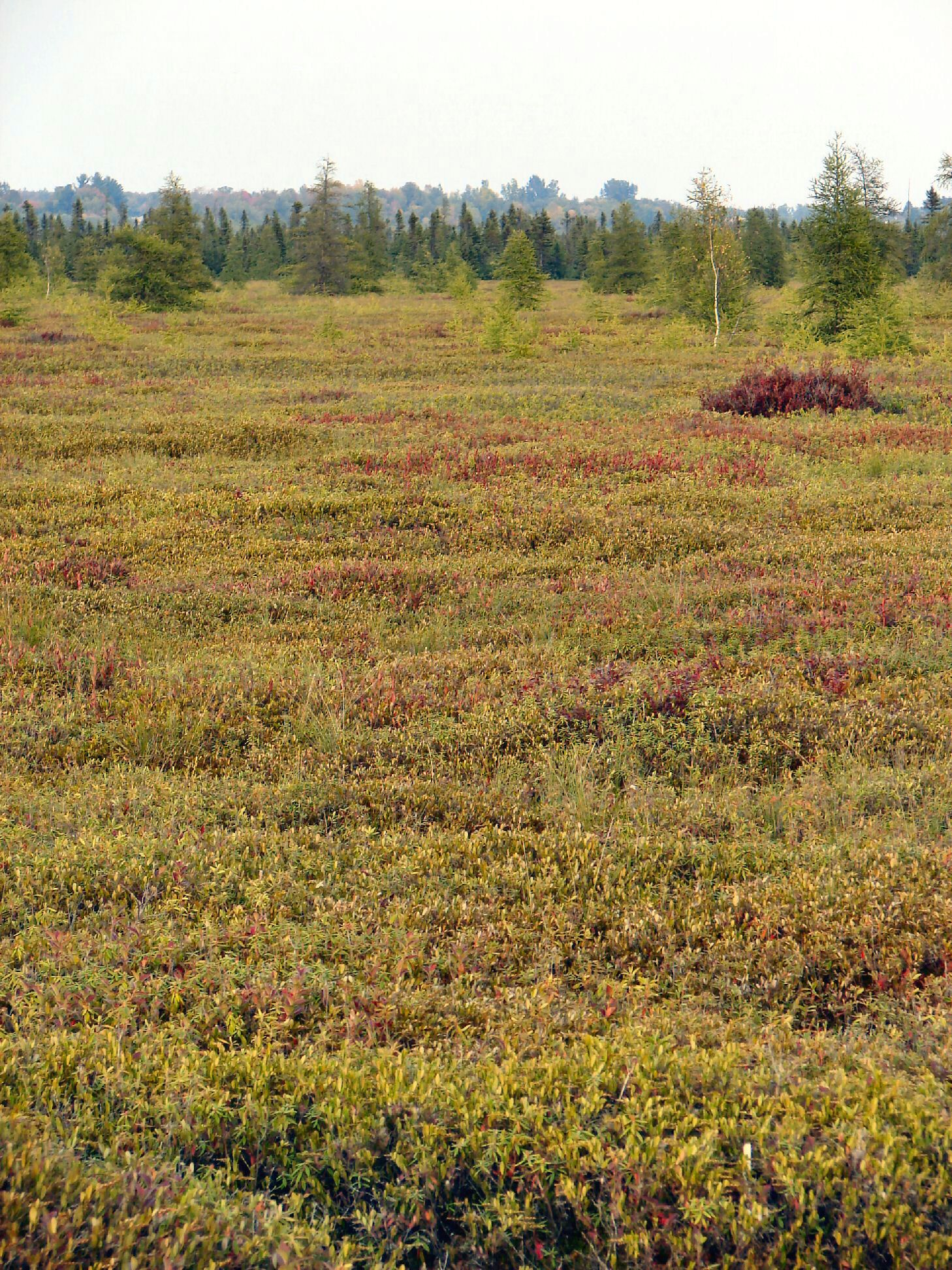

보그(bog)는 물이끼 등의 식물이 죽어 침전된 토탄이 축적되어 만들어진 습지이다. 보그는 습지의 주요한 네 가지 형태 중 하나이다. 우측의 사진에서 보듯, 보그는 물이끼와 토탄에 뿌리내린 철쭉과 식물로 덮여 있는 경우가 많다.
보그는 지면에 고인 물이 산성이고 영양분이 적을 때 만들어진다. 어떤 경우, 강수에 의해서만 물이 공급되는 보그가 있는데, 이런 것을 강수영양성이라고 한다. 보그에서 흘러나오는 물은 토탄의 타닌이 용해되어 특징적인 갈색(흑수하천)을 띤다. 보통 보그의 낮은 생식력과 서늘한 기후는 식물이 빨리 자라지 못하게 하는데, 흙이 푹 젖어 있기 때문에 죽은 식물의 부패는 그보다도 느리게 진행된다. 이런 이유로 토탄은 계속 축적된다. 깊은 것은 수 미터까지 토탄으로 덮여 있는 것도 있다. 보그에는 독특한 동식물들이 살고 있고, 생물 다양성의 측면에서도 중요하다.

## 같이 보기
- 곶자왈